# Ceromya fergusoni
Ceromya fergusoni là một loài ruồi trong họ Tachinidae.